# Peucedanum capillaceum
Peucedanum capillaceum är en flockblommig växtart som beskrevs av Carl Peter Thunberg. Peucedanum capillaceum ingår i släktet siljor, och familjen flockblommiga växter. Inga underarter finns listade i Catalogue of Life.